# Jeżówka (Mazovie)
Pour l’article homonyme, voir Jeżówka (Petite-Pologne).
Jeżówka [jɛˈʐufka] est un village polonais de la gmina de Sochaczew dans le powiat de Sochaczew et dans la voïvodie de Mazovie.